# Trevianum Scholengroep
Trevianum Scholengroep is een middelbare-onderwijsinstelling aan de Bradleystraat in Sittard, bestaande uit drie scholen: een havo, een atheneum en een gymnasium. De school is het resultaat van een fusie in 1998 tussen het Bisschoppelijk College Sittard, dat op dezelfde locatie lag als de huidige school, en het Serviam Lyceum, dat aan de Deken Haenraetsstraat net buiten de Sittardse binnenstad lag.

## Gebouw
De onderbouw en bovenbouw zijn gescheiden door een weg waaroverheen een brug loopt. Op deze brug bevinden zich onder andere de lerarenkamer, studieruimte en de kamers van de directeuren van havo, atheneum en gymnasium. De Haak, een geel, stenen deel van de nieuwbouw, loopt over in de Schelp. Dat is een rond deel, bekleed met tropisch hardhout. De Haak en de Schelp samen vormen het gedeelte voor de bovenbouw. Er zijn zelfstudieplekken, leslokalen en computervoorzieningen.
Het Schip, de brug die het oude gedeelte met de nieuwbouw verbindt, overspant op tien meter hoogte de Limbrichterweg over een afstand van 50 meter. De gangen langs de glazen buitenzijde werken als een buffer tegen klimaat en geluid. Het Schip heeft twee etages. Op de eerste etage bevinden zich de werkruimten van het onderwijsondersteunend personeel. De mediatheek, een plaats waar leerlingen rustig kunnen leren of gebruikmaken van computers, bevindt zich op de tweede etage. Tot 24 september 2007 was hier een vestiging van de openbare bibliotheek, inmiddels is die gesloten. De kegel die door het dak van de brug steekt, functioneert ’s nachts als lichtbaken.

## Geschiedenis
Het gebouw bestaat grofweg uit drie gedeeltes: het Schip, de Schelp en de Haak. Het ontwerp is van Alexander Nowotny. Op 15 november 2000 werd begonnen met de bouw van de bovenbouwlocatie en vanaf 26 augustus 2002 kon de school in gebruik worden genomen. De bovenbouw werd geopend door de toenmalige minister van OCW Maria van der Hoeven.

### Schoolstaking, november 2007

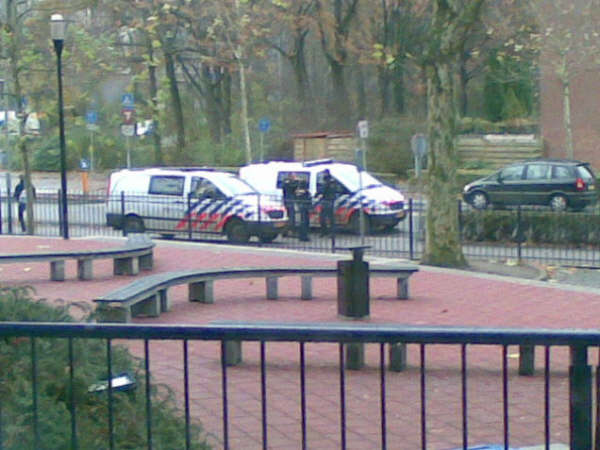
Politiebusjes bij de school.

Op vrijdag 16 november 2007 kwam het op de school tot een staking tegen de 1040-urennorm. Aanvankelijk was het de bedoeling dat leerlingen uit de bovenbouw hun handtekening zouden zetten, maar dit liep uit de hand.
In de ochtend van 19 november wilden zo'n 300 leerlingen van het Graaf Huyn College in Geleen de leerlingen van het Trevianum ophalen om samen op de markt een nieuwe staking te houden. De schoolleiding belde daarop de politie. Er werden die dag negen leerlingen uit Geleen  opgepakt en het kwam tot politiebewaking. De gebeurtenissen werden landelijk nieuws.

## Top 10
In 2012 stond het gymnasium van de scholengroep in de landelijke top-10 van beste onderwijsinstellingen.